# Zarzal
Zarzal es un municipio ubicado en el norte del departamento del Valle del Cauca, al suroccidente colombiano. Su economía está basada en el cultivo extensivo de la caña de azúcar; es de importancia resaltar el desarrollo de pequeñas empresas en los sectores de producción de alimentos y salud.
La población se caracteriza por su gran empuje comercial, ya que existen en el municipio gran cantidad de almacenes de ventas de productos de primera necesidad; tiene una plaza de mercado, la cual sirve de abastecimiento para varios de sus municipios vecinos.
El territorio zarzaleño es plano en su mayor parte, atravesado por el río La Paila, el cual desemboca en el Cauca. La Virgen de la Merced, es la patrona protectora del municipio.

## Historia
Fundado el 1 de abril de 1909. Una de las primeras fundaciones del municipio corresponden al año 1783, cuando se le dio el nombre de Pueblo Viejo, la población no pasaba de unos 80 habitantes, los cuales en su mayoría vivían en casas de bahareque con techo de paja. En 1809 existía ya una población importante, en mayo de 1823 se implantó el culto patronal de la iglesia de Nuestra Señora de Las Mercedes. Luego la aldea se nombró Zarzal, y llevó este nombre hasta 1850. cuando cambió su nombre de nuevo y pasó a llamarse Libraida. En 1840 ya era municipio, fue degradado a aldea en 1857, y luego a villa en 1871. El 12 de febrero de 1909, por el Decreto Nacional N.° 155 firmado por el presidente de la República de Colombia, General Rafael Reyes, volvió a tener la categoría de municipio que conserva hasta hoy.

## Geografía
El municipio tienen un área de 362.14 km², conformada principalmente por terreno plano y colinas o pequeñas ondulaciones (262 km², con clima cálido) perteneciente al valle geográfico del río Cauca; al norte, y al oriente se observan algunos accidentes orográficos de poca elevación que forman parte del piedemonte.
100 km² son de clima medio, de la vertiente occidental de la Cordillera Central. Entre estas elevaciones se destacan el cerro de Pan de Azúcar, los altos de la Aurora y Montenegro, la sierra del Salado, la sierra de Zarzal y la loma de la Cruz. 
Desde el punto de vista hidrográfico, el Río Cauca marca el límite occidental del municipio. A él confluyen las aguas de los ríos La Paila y La Vieja. También la quebrada Las Cañas, quebrada La Honda,y los zanjones Murillo, Lajas y Limones.

### Límites municipales
|                   | Norte: La Victoria | Nordeste: La Tebaida |
| Oeste: Roldanillo |                    | Este: Sevilla        |
| Suroeste: Bolívar | Sur: Bugalagrande  |                      |

## División Político-Administrativa
Además de su Cabecera municipal. Zarzal tiene bajo su jurisdicción los siguientes Centros poblados:
- Estación Caicedonia
- La Paila
- Limones
- Quebradanueva

- Vallejuelo

## Símbolos del municipio

### Escudo
El escudo de Zarzal fue creado por el artista zarzaleño Diego Hernán Campo en el año 1992.
Se hace constar que según el proyecto de acuerdo n.º 600.04.014 del 1 de septiembre de 2015 se adopta y se institucionaliza el escudo del municipio. Fue registrado ante la Dirección Nacional de Derechos de Autor en la Unidad Administrativa Especial del Ministerio del interior y de Justicia, de acuerdo al Artículo 61 de la Constitución Política de Colombia. Ley 23 de 1982, Ley 44 de 1993 y Ley 599 de 2000.

#### Explicación
Su diseño estructural es de forma oval, y en su centro está dividido por varias zonas, representando lo más significativo de la comarca, mediante áreas de color y dibujos esquematizados de dichos elementos. En la parte superior del escudo se encuentra una cinta ondulante y flotante con el nombre de Zarzal, Valle, en letras doradas, y en la parte de adentro, también en dorado, la fecha en que fue constituido como municipio. A lado y lado del óvalo se encuentra una bandera del municipio amarrada en la parte inferior,  con una cinta con las palabras paz y progreso, también en letras doradas. En la parte superior del óvalo se encuentra un área de color azul clara que representa el clima cálido y el cielo despejado. 
Al lado derecho aparece representada la industria, por medio del ingenio azucarero y la fábrica de dulces. Al lado izquierdo, abajo de la franja azul, está un enorme sol amarillo que también representa el clima cálido de la región. Por uno de los grandes destellos del sol se forma una de las vías más conocidas del municipio y que nos lleva hasta el río Cauca, que a su vez es símbolo de pesca y límite territorial.
En el centro del óvalo en la parte izquierda se encuentra un área verde que representa la agricultura. En la parte derecha, un área verde clara que simboliza los grandes campos planos y soleados, los frutales y la ganadería. Y como símbolo principal de nuestra fauna está el coclí, ave típica y símbolo histórico del municipio

### Bandera
La bandera fue creada el 12 de marzo de 1946, según el Acuerdo n.º 05.

## Economía
El municipio cuenta con el ingenio azucarero Riopaila Castilla y la fábrica de dulces Colombina S.A..
Estas dos fábricas, además de su importancia en el país, son fundamentales para el desarrollo económico del municipio, ya que en ellas trabajan un significativo porcentaje de personas que habitan el poblado.

### Agricultura
Existen 20 000 hectáreas para la producción de ganado, y quince hatos lecheros. 
Para pesca posee 10 hectáreas con variedad de tilapia roja, cachama, y bocachico. Se está presentando un considerable incremento en renglones como la avicultura, porcicultura y apicultura.
También se cultivan plátano, yuca, algodón, maíz, sorgo, caña panelera, soya, hortalizas y frutales como: uva, papaya, maracuyá, mango, guayaba, pitaya, cítricos, aguacate y chontaduro.

## Tierra dulce de Colombia
Zarzal, al situarse a pocos kilómetros del corregimiento La Paila, en donde se encuentra ubicada la planta de Colombina, hace que esta sea llamada La Tierra que Endulza a Colombia. Cuenta con grandes extensiones de cañaduzales, cuyo producto diariamente es transportado por vía férrea y por las diferentes carreteras del Valle. La caña de azúcar no sólo aporta al nivel económico del pueblo, sino que nos ofrece un sinnúmero de productos, entre ellos los más populares: panela, manjar blanco, gelatina de pata negra, solteritas, cocadas, entre otras. Se dice que indígenas aledaños al corregimiento ofrecen culto a la maravillosa caña de azúcar.

## Sitios de interés
- Kartódromo internacional de Zarzal, ubicado hacia el lado derecho de la vía que conduce al corregimiento La Paila en el sur del municipio. La pista mide 1.043 metros y reúne todas las especificaciones técnicas exigidas por la Comisión Internacional de Karting (CIK).[7] Sobresale en el escenario la zona de pits con instalaciones neumáticas.

- El club de tiro, caza y pesca Los Guaros.
- El paseo ecoturístico La Paila-Sevilla
- El paseo vial Zarzal - La Paila
- El paseo vial La Paila - Uribe
- El lago de pesca deportiva El Placer
- Bosque de Caracolíes
- Parque Recreacional Cumba. Cuenta con dos sectores, Cumba y Las Brisas. Este último tiene paredes sobre el río, haciendo pequeñas cascadas.
- Paseo de olla Río La Paila.
- El Pan de Azúcar.
- Complejo ecoturístico Leña Verde. Ubicado en el corregimiento de Quebrada Nueva a 20 minutos de la cabecera municipal, en la vía que conduce de Zarzal a Armenia. Ofrece cabalgata, zona de campamento, piscinas con toboganes y cabañas.
- La Loma de La Cruz. Es también muy visitada en los meses de julio y agosto, en donde se elevan cometas, gracias a que es temporada de muy buenos vientos. También es conocida como la Loma Care Perro, y es posiblemente el punto más alto del municipio. Está ubicada al lado del corregimiento La Paila.
- La galería. Es reconocida en la zona por la variedad de prendas de vestir que ofrecen diferentes comerciantes los fines de semana a precios muy económicos.

Zarzal tiene sus fiestas de aniversarios, que en los últimos años se han destacado por tener programación muy variada y, en cuanto a lo musical, artistas de gran reconocimiento, se destacan las Dulces Fiestas de La Paila en mayo y El Encuentro de Coros en noviembre.
En los últimos años, Zarzal se ha convertido en epicentro de diversión incluso para los municipios aledaños, ya que se organizan diversos actos con el fin de atraer turismo al municipio.

## Demografía
| Gráfica de evolución de Zarzal entre 2005 y 2019 |
|                                                  |
| DANE.                                            |

## Educación
El analfabetismo en el municipio es bajo. Existen cuatro instituciones educativas en la zona urbana:
- Institución Educativa Normal Superior Nuestra Señora de las Mercedes, a la cual pertenecen las escuelas; 
  - Policarpa Salavarrieta
  - Las Mercedes
  - John F. Kennedy
  - General Santander

- Institución Educativa Simón Bolívar, con las escuelas;
  - Nuestra Señora de Fátima, en Limones (Vereda)
  - Francisco José de Caldas
  - Camilo Torres
  - Sagrado Corazón de Jesús

- Institución Educativa Pablo Emilio Camacho Perea, conjuntamente con las escuelas;
  - Santa Cecilia
  - Efraín Varela Vaca
  - María Inmaculada
  - Divino Niño
  - Rogaciano Perea, en El Guasimal (Vereda)
  - Atanasio Girardot, en El Alisal (Vereda)

- Institución Educativa Liceo del Saber, que es de carácter privado.

En Vallejuelo está la Institución Educativa Luís Gabriel Umaña, con la escuela República de Venezuela de Quebradanueva.
La Paila cuenta con la Institución Educativa Antonio Nariño, a la que pertenece la escuela República de Colombia.
Existe el colegio privado, Hernando Caicedo en La Paila y la escuela Las Mercedes en el Ingenio azucarero.

## Educación Superior

Universidad del Valle

Zarzal cuenta desde 1986 con la sede número 7 de la Universidad del Valle una de las universidades públicas más importantes de Colombia, junto a la Universidad de Antioquia y la Universidad Nacional de Colombia.
El 15 de septiembre de 1986, mediante el Acuerdo n.º 008 del Consejo Superior se creó el entonces Programa de Regionalización, que ha servido de base al actual Sistema de Regionalización de la Universidad del Valle. La creación de este Sistema Universitario ha permitido la descentralización de la educación superior y ha consolidado la presencia de la universidad, en las subregiones del departamento del Valle del Cauca.
Gracias al esfuerzo de la universidad y de las comunidades locales, el sistema de regionalización ha permitido que 6.529 colombianos sean hoy estudiantes de la Universidad del Valle, una de las Instituciones de educación superior más importantes del país.
En octubre de 1986 se iniciaron actividades académicas en seis sedes, con cerca de 750 estudiantes, en los municipios de Palmira, Buga, Tuluá, Zarzal, Caicedonia y Buenaventura, y ya se preveía la apertura de la sede de Cartago en 1993.
La Universidad del Valle, sede Zarzal cuenta con una variedad de programas académicos de pregrado tales como: administración de empresas (nocturno) y contaduría pública (nocturno). en la rama de ciencias de la administración.
La Facultad de Ingeniería cuenta con Ingeniería industrial (diurna), tecnología en electrónica (nocturno), tecnología en sistemas de información (diurna)y tecnología en alimentos (nocturno).
La Facultad de Humanidades cuenta con trabajo social (diurna).

### Nuevo Campus
La Sede Zarzal de la Universidad del Valle cuenta actualmente con una población de 1200 estudiantes en todos sus programas académicos, y una planta física propia que, debido al permanente crecimiento de la comunidad universitaria, es insuficiente para responder a sus necesidades académicas.
Por este inconveniente la alcaldía municipal decidió donar un lote en la zona sur del municipio, muy cerca al corregimiento La Paila.
El lote donado tiene una extensión de 4 hectáreas (9.998 m²) para la construcción del Campus Universitario de la Sede Regional Zarzal, y fue recibido el 1 de abril de 2011 en el Auditorio de la Sede Zarzal precedido por la Notaria Única de Zarzal, el rector Iván Enrique Ramos Calderón, la directora de la Sede Zarzal, Cecilia Madriñán Polo, el alcalde, el Concejo Municipal y la comunidad universitaria.
El nuevo campus contará con aulas, auditorios, laboratorios (investigación, idiomas, alimentos, electrónica, matemáticas y sistemas) y zonas deportivas y culturales (teatrinos, canchas, gimnasio y piscina) que suplirán las necesidades de los estudiantes del municipio de Zarzal y su área de influencia.
La Sede Zarzal de la Universidad del Valle se creó en 1986. Su zona de influencia se destaca por su gran actividad agrícola y es por eso que la sede Zarzal ofrece programas académicos para fortalecer el desarrollo de esta región. Por su localización, la sede presta servicios de educación superior de excelencia a un territorio habitado por cerca de 250.000 personas provenientes de Andalucía, Bolívar, Bugalagrande, El Dovio, La Unión, Obando, Roldanillo, Versalles, Toro y Zarzal.

## Avistamientos de ovnis
El rumor sobre apariciones de otro mundo se propagó desde finales de diciembre de 2012, cuando campesinos de la vereda El Guasimal aseguraron haber visto en horas de la noche a sujetos que miden más de 2 metros y que se desplazan en distancias considerables en segundos.
La noticia causó furor en las redes sociales donde varias personas relataron historias relacionadas con estas apariciones; sin embargo no hubo evidencia en imágenes sobre el curioso hecho.
Cierto o no, la curiosidad por ver a los visitantes del más allá aumentó considerablemente el número de turistas hacia la vereda, que por lo regular no es un atractivo turístico de Zarzal.

## Servicios públicos
- Energía Eléctrica: Celsia, es la empresa prestadora del servicio de energía eléctrica.[17]
- Gas Natural: Gases de Occidente es la empresa distribuidora y comercializadora de gas natural en el municipio.